# Двинска губа
Двѝнската губа (на руски: Двинская губа, Двинский залив) е залив, тип губа, в югоизточната част на Бяло море, между брега на континента на изток и Онежкия полуостров на югозапад, край северозападните бреговете на Архангелска област, в Русия. Вдава се на 93 km навътре в сушата. Ширина във входа 130 km. Дълбочина от 15 – 22 m на югоизток до 120 m на северозапад. Теченията в залива са обусловени основно от притока речните води, вливащи се в него и приливите. Зимата замръзва. През лятото в Двинския залив се наблюдава най-високата температура на водата в Бяло море – до 12 °C. Приливите са полуденонощни с височина около 1,4 m. В югоизточната му част се влива чрез делта река Северна Двина, където са разположени големите пристанища на Архангелск и Северодвинск.

## Топографска карта
- Топографска карта Q-38; М 1:1 000 000[2]